# Ixodes moschiferi
Ixodes moschiferi este o specie de căpușe din genul Ixodes, familia Ixodidae, descrisă de Nemenz în anul 1968. Conform Catalogue of Life specia Ixodes moschiferi nu are subspecii cunoscute.